# Nkutu
Le nkutu (nkuchu, kitkutshu) est une langue bantoue du nord de la province du Kasaï-Oriental, en République démocratique du Congo. Elle est membre du groupe tetela des langues bantoues.